# Марсело Сараччі
Марсело Сараччі (ісп. Marcelo Saracchi, нар. 23 квітня 1998, Пайсанду) — уругвайський футболіст, лівий захисник іспанського клубу «Леванте».
Виступав, зокрема, за клуби «Данубіо» та «Рівер Плейт», а також молодіжну збірну Уругваю.

## Клубна кар'єра
У дорослому футболі дебютував 2015 року виступами за «Данубіо», в якому провів два сезони, взявши участь у 54 матчах чемпіонату. Більшість часу, проведеного у складі «Данубіо», був основним гравцем команди.
Своєю грою за цю команду привернув увагу представників тренерського штабу клубу «Рівер Плейт», до складу якого приєднався у вересны 2017 року. Відіграв за команду з Буенос-Айреса наступний сезон своєї ігрової кар'єри, взявши участь у 19 матчах чемпіонату.
Влітку 2018 року Марсело перейшов у німецький «РБ Лейпциг», підписавши контракт на п'ять років. Сума трансферу склала 14. млн. євро.

## Виступи за збірні
13 листопада 2012 року Сараччі дебютував за юнацьку збірну Уругваю до 15 років, у складі якої наступного року поїхав на юнацький чемпіонат Південної Америки у Болівії, але його команда не вийшла з групи. Згодом зі збірною до 17 років Сараччі був учасником Юнацького чемпіонат Південної Америки 2015 року у Парагваї, на якому забив у грі проти Еквадору, а його збірна стала п'ятою на турнірі.
11 травня 2015 року дебютував у складі молодіжної збірної Уругваю до 20 років у товариській грі проти однолітків з Гондурасу (1:2). Того ж місяця поїхав з командою на Молодіжний чемпіонат світу 2015 року у Новій Зеландії, де не був основним і зіграв лише у оному матчі проти Малі. Втім в подальшому Марсело став основним гравцем «молодіжки» і допоміг їй виграти молодіжний чемпіонат Південної Америки в Еквадорі у 2017 році. Ця перемога дозволила команді кваліфікуватись на молодіжний чемпіонат світу 2017 року у Південній Кореї, де Сараччі зіграв у трьох матчах, а його збірна стала четвертою.
| Дата       | Місто   | Господарі      | Результат | Гості      | Турнір           | Голи | Примітки |
| ---------- | ------- | -------------- | --------- | ---------- | ---------------- | ---- | -------- |
| 12-10-2018 | Сеул    | Південна Корея | 2 – 1     | Уругвай    | товариський матч | -    | 84'      |
| 16-10-2018 | Сайтама | Японія         | 4 – 3     | Уругвай    | товариський матч | -    | 53'      |
| 22-03-2019 | Наньнін | Уругвай        | 3 – 0     | Узбекистан | товариський матч | -    | 61'      |
| 25-03-2019 | Наньнін | Таїланд        | 0 – 4     | Уругвай    | товариський матч | -    | 61'      |
| Усього     |         | Матчів         | 4         |            | Голів            | 0    |          |

## Титули і досягнення
- Володар Суперкубка Аргентини: 2017
- Володар Кубка Аргентини: 2017

Збірні
- Чемпіон Південної Америки (U-20): 2017